# Liste der Baudenkmäler in Schieder-Schwalenberg
Die Liste der Baudenkmäler in Schieder-Schwalenberg enthält die denkmalgeschützten Bauwerke auf dem Gebiet der Stadt Schieder-Schwalenberg im Kreis Lippe in Nordrhein-Westfalen (Stand: Dezember 2021). Diese Baudenkmäler sind in der Denkmalliste der Stadt Schieder-Schwalenberg eingetragen; Grundlage für die Aufnahme ist das Denkmalschutzgesetz Nordrhein-Westfalen (DSchG NRW).

| Bild                                            | Bezeichnung                                               | Lage                                             | Beschreibung | Bauzeit   | Eingetragen seit | Denkmal- nummer |
| ----------------------------------------------- | --------------------------------------------------------- | ------------------------------------------------ | --- | --------- | ---------------- | --------------- |
| weitere Bilder                                  | Künstlerhaus des Landesverbands Lippe                     | Schwalenberg Papenwinkel 10 Karte                | |           |                  | 1               |
| Schloss Wöbbel                                  | Schloss Wöbbel                                            | Wöbbel Am Kirchborn 6 Karte                      | |           |                  | 2               |
| Lebensmittelmarkt                               | Lebensmittelmarkt                                         | Schieder Keßlerstraße 6 Karte                    | Teil der Domäne Schieder |           |                  | 3               |
| weitere Bilder                                  | Hotel Schwalenberger Malkasten                            | Schwalenberg Neue Torstraße 1 + 3 Karte          | |           |                  | 4               |
| Gebäude                                         | Gebäude                                                   | Schwalenberg Neue Torstraße 5 Karte              | |           |                  | 5               |
| weitere Bilder                                  | Gebäude                                                   | Schwalenberg Alte Torstraße 26 Karte             | |           |                  | 6               |
| „Giebelhaus“                                    | „Giebelhaus“                                              | Schwalenberg Marktstraße 11 Karte                | |           |                  | 7               |
| Standesamt, Galerie                             | Standesamt, Galerie                                       | Schwalenberg Marktstraße 5 Karte                 | |           |                  | 8               |
| weitere Bilder                                  | Rathaus Schwalenberg                                      | Schwalenberg Marktstraße 7 Karte                 | Im Stil der Weserrenaissance erbaut mit reichem Fassadenschmuck verziert, setzt sich der Rathauskomplex aus vier unterschiedlichen Bauteilen zusammen: Der giebelständige Kernbau (1579), der linke Anbau mit Ratsstube (1603), der rückwärtige Bruchsteinanbau (1853) und der rechte Anbau (1907/08). Das Rathaus verfügt über eine prächtige Saalbemalung, welche das Leben und die Brauchtümer der kleinen Ackerbürgerstadt darstellt. | 1579      |                  | 9               |
| Gebäude                                         | Gebäude                                                   | Schwalenberg Marktstraße 28 Karte                | |           |                  | 10              |
| Gasthof Berggarten                              | Gasthof Berggarten                                        | Schwalenberg Brauergildestraße 9 Karte           | |           |                  | 11              |
| weitere Bilder                                  | Apotheke                                                  | Schwalenberg Brauergildestraße 21 Karte          | |           |                  | 12              |
| weitere Bilder                                  | Burg Schwalenberg                                         | Schwalenberg Burg 2 Karte                        | |           |                  | 13              |
| Gebäude                                         | Gebäude                                                   | Schwalenberg Marktstraße 32 Karte                | |           |                  | 14              |
| Gebäude                                         | Gebäude                                                   | Schwalenberg Klingenberg 7 Karte                 | |           |                  | 15              |
| weitere Bilder                                  | Ev.-ref. Kirchengemeinde                                  | Schwalenberg Papenwinkel 14 Karte                | |           |                  | 16 Wikidata     |
| weitere Bilder                                  | Ev.-ref. Kirchengemeinde (Pfarrhaus)                      | Schwalenberg Papenwinkel 12 Karte                | Repräsentativer Fachwerkbau. Obergeschoss zweifach verriegelt mit nach innen weisenden Fußstreben. Satteldach mit Höxterplattenabdeckung, an der Westseite vollgewalmt. Erdgeschoss mit ehemaliger Mittelängsdiele. Torsturz des stadtseitigen Ostgiebels hat eine lateinische Inschrift. Nach einer Modernisierung 1977 Pfarrwohnung und Gemeindezentrum.                                                                                | 1694–1697 |                  | 17              |
| Gebäude                                         | Gebäude                                                   | Schwalenberg Alte Torstraße 8 Karte              | |           |                  | 18              |
| Werkhaus (ehem. Gasthaus Röhne)                 | Werkhaus (ehem. Gasthaus Röhne)                           | Schwalenberg Marktstraße 19 Karte                | |           |                  | 19              |
| weitere Bilder                                  | Schloss Schieder                                          | Schieder Im Kurpark 1 Karte                      | |           |                  | 20              |
| weitere Bilder                                  | Palais                                                    | Schieder Im Kurpark 2 Karte                      | Teil der Domäne Schieder |           |                  | 21              |
| Evangelisch-reformierte Kirche Wöbbel           | Evangelisch-reformierte Kirche Wöbbel                     | Wöbbel Am Kirchborn 2 Karte                      | |           |                  | 22              |
| „Alte Schule“, MGV „Eintracht“                  | „Alte Schule“, MGV „Eintracht“                            | Wöbbel Am Kirchborn 3 Karte                      | |           |                  | 23              |
| Gebäude                                         | Gebäude                                                   | Schwalenberg Marktstraße 16 Karte                | |           |                  | 24              |
| Gebäude                                         | Gebäude                                                   | Schwalenberg Brauergildestraße 3 Karte           | |           |                  | 25              |
| Gebäude                                         | Gebäude                                                   | Schwalenberg Brauergildestraße 4 Karte           | |           |                  | 26              |
| Gebäude                                         | Gebäude                                                   | Schwalenberg Papenwinkel 6 Karte                 | |           |                  | 27              |
| Gebäude                                         | Gebäude                                                   | Schieder Noltehof 3 Karte                        | |           |                  | 28              |
| weitere Bilder                                  | Rittergut Wöbbel                                          | Wöbbel Am Kirchborn 4 Karte                      | |           |                  | 29              |
| weitere Bilder                                  | Stadtwasser (mittelalterliche Wasserversorgung der Stadt) | Schwalenberg Karte                               | |           |                  | 30              |
| Gebäude                                         | Gebäude                                                   | Schwalenberg Papenwinkel 2 Karte                 | |           |                  | 31              |
| Gebäude                                         | Gebäude                                                   | Schwalenberg Neue Torstraße 39 Karte             | |           |                  | 32              |
| Gebäude                                         | Gebäude                                                   | Schwalenberg Neue Torstraße 16 Karte             | |           |                  | 33              |
| Gebäude                                         | Gebäude                                                   | Schwalenberg Neue Torstraße 12 Karte             | |           |                  | 34              |
| Gebäude                                         | Gebäude                                                   | Schwalenberg Neue Torstraße 15 Karte             | |           |                  | 35              |
| Gebäude                                         | Gebäude                                                   | Schwalenberg Brauergildestraße 25 Karte          | |           |                  | 36              |
| Gebäude                                         | Gebäude                                                   | Brakelsiek Kurze Straße 2 Karte                  | |           |                  | 37              |
| Gebäude                                         | Gebäude                                                   | Schwalenberg Brauergildestraße 5 Karte           | |           |                  | 38              |
| Gasthof Lippischer Krug                         | Gasthof Lippischer Krug                                   | Schwalenberg In der Tränke 2 Karte               | |           |                  | 39              |
| Gebäude                                         | Gebäude                                                   | Schwalenberg Alte Torstraße 15 Karte             | |           |                  | 40              |
| Gebäude                                         | Gebäude                                                   | Brakelsiek Mauerstraße 5 Karte                   | |           |                  | 41              |
| ehem. Amtshaus                                  | ehem. Amtshaus                                            | Schieder Keßlerstraße 5 Karte                    | |           |                  | 42              |
| weitere Bilder                                  | Gebäude                                                   | Schwalenberg Marktstraße 10 Karte                | |           |                  | 43              |
| Gebäude                                         | Gebäude                                                   | Schwalenberg Marktstraße 26 Karte                | |           |                  | 44              |
| weitere Bilder                                  | ehemalige Remise und Pferdestall (Gesundheitszentrum)     | Schieder Im Kurpark 3 Karte                      | |           |                  | 45              |
| Gebäude                                         | Gebäude                                                   | Schwalenberg Neue Torstraße 4 Karte              | |           |                  | 46              |
| Gebäude                                         | Gebäude                                                   | Schwalenberg Klingenberg 30 Karte                | |           |                  | 47              |
| weitere Bilder                                  | Plöger, „Papiermühle“                                     | Schieder Im Niesetal 11 Karte                    | technisches Kulturdenkmal und Museum |           |                  | 48              |
| weitere Bilder                                  | „Künstlerklause“                                          | Schwalenberg Alte Torstraße 14 Karte             | |           |                  | 49              |
| Gebäude                                         | Gebäude                                                   | Schwalenberg Klingenberg 4 Karte                 | |           |                  | 50              |
| Gebäude                                         | Gebäude                                                   | Schwalenberg Marktstraße 6 Karte                 | |           |                  | 51              |
| Gebäude                                         | Gebäude                                                   | Schwalenberg Marktstraße 30 Karte                | |           |                  | 52              |
| Gebäude                                         | Gebäude                                                   | Schwalenberg Neue Torstraße 19 Karte             | |           |                  | 53              |
| Gebäude                                         | Gebäude                                                   | Schwalenberg Alte Torstraße 1 Karte              | |           |                  | 54              |
| Gebäude                                         | Gebäude                                                   | Schwalenberg Alte Torstraße 5 Karte              | |           |                  | 56              |
| Gebäude                                         | Gebäude                                                   | Schwalenberg Alte Torstraße 6 Karte              | |           |                  | 57              |
| Gebäude                                         | Gebäude                                                   | Schwalenberg Alte Torstraße 7 Karte              | |           |                  | 58              |
| Gebäude                                         | Gebäude                                                   | Schwalenberg Alte Torstraße 10 Karte             | |           |                  | 59              |
| Gebäude                                         | Gebäude                                                   | Schwalenberg Alte Torstraße 12 Karte             | |           |                  | 60              |
| Gebäude                                         | Gebäude                                                   | Schwalenberg Alte Torstraße 24 Karte             | |           |                  | 61              |
| Gebäude                                         | Gebäude                                                   | Schwalenberg Brauergildestraße 1 Karte           | |           |                  | 62              |
| Gebäude                                         | Gebäude                                                   | Schwalenberg Klingenberg 2 Karte                 | |           |                  | 63              |
| Gebäude                                         | Gebäude                                                   | Schwalenberg Klingenberg 3 Karte                 | |           |                  | 64              |
| Gebäude                                         | Gebäude                                                   | Schwalenberg Klingenberg 5 Karte                 | |           |                  | 65              |
| Gebäude                                         | Gebäude                                                   | Schwalenberg Klingenberg 8 Karte                 | |           |                  | 66              |
| Gebäude                                         | Gebäude                                                   | Schwalenberg Marktstraße 1 Karte                 | |           |                  | 67              |
| Gebäude                                         | Gebäude                                                   | Schwalenberg Marktstraße 2 Karte                 | |           |                  | 68              |
| Gebäude                                         | Gebäude                                                   | Schwalenberg Marktstraße 9 Karte                 | |           |                  | 69              |
| Gebäude                                         | Gebäude                                                   | Schwalenberg Marktstraße 21 Karte                | |           |                  | 70              |
| Gebäude                                         | Gebäude                                                   | Schwalenberg Neue Torstraße 2 Karte              | |           |                  | 71              |
| Gebäude                                         | Gebäude                                                   | Schwalenberg Neue Torstraße 7 Karte              | |           |                  | 72              |
| Gebäude                                         | Gebäude                                                   | Schwalenberg Neue Torstraße 8 Karte              | |           |                  | 73              |
| weitere Bilder                                  | Gebäude                                                   | Schwalenberg Neue Torstraße 17 Karte             | |           |                  | 74              |
| Gebäude                                         | Gebäude                                                   | Schwalenberg Neue Torstraße 20 Karte             | |           |                  | 75              |
| Gebäude                                         | Gebäude                                                   | Schwalenberg Neue Torstraße 31 Karte             | |           |                  | 76              |
| Gebäude                                         | Gebäude                                                   | Schwalenberg Neue Torstraße 33 Karte             | |           |                  | 77              |
| Gebäude                                         | Gebäude                                                   | Schwalenberg Neue Torstraße 35 Karte             | |           |                  | 78              |
| Gebäude                                         | Gebäude                                                   | Schwalenberg Neue Torstraße 41 Karte             | |           |                  | 79              |
| Gebäude                                         | Gebäude                                                   | Schwalenberg Polhof 9 Karte                      | |           |                  | 80              |
| Gebäude                                         | Gebäude                                                   | Brakelsiek Triftstraße 5 Karte                   | |           |                  | 81              |
| weitere Bilder                                  | Bürger- und Rathaus (ehem. Rinderstall)                   | Schieder Domäne 3 Karte                          | Teil der Domäne Schieder |           |                  | 82              |
| weitere Bilder                                  | Hotel „Landhaus Schieder“ (ehem. Pächterhaus)             | Schieder Domäne 1 Karte                          | Teil der Domäne Schieder |           |                  | 83              |
| Gebäude                                         | Gebäude                                                   | Schwalenberg Polhof 8 Karte                      | |           |                  | 84              |
| Gebäude                                         | Gebäude                                                   | Schwalenberg Brauergildestraße 23 Karte          | |           |                  | 85              |
| weitere Bilder                                  | Gebäude                                                   | Siekholz Siekholzer Straße 60 Karte              | |           |                  | 86              |
| Gebäude                                         | Gebäude                                                   | Wöbbel Nessenberg 2 Karte                        | |           |                  | 87              |
| Gebäude                                         | Gebäude                                                   | Brakelsiek Schurenweg 1 Karte                    | |           |                  | 88              |
| Gebäude                                         | Gebäude                                                   | Brakelsiek Weserstraße 4 Karte                   | |           |                  | 89              |
| Gebäude                                         | Gebäude                                                   | Schwalenberg Alte Torstraße 16 Karte             | |           |                  | 91              |
| Gebäude                                         | Gebäude                                                   | Brakelsiek Mauerstraße 13 Karte                  | |           |                  | 92              |
| Gebäude                                         | Gebäude                                                   | Schwalenberg Klingenberg 6 Karte                 | |           |                  | 93              |
| weitere Bilder                                  | Jüdischer Friedhof                                        | Schwalenberg Karte                               | 46 Grabsteine auf 612 m²; im Dritten Reich an der jetzigen Stelle zusammengefasst |           |                  | 94              |
| Biologische Station Lippe(Große Domänenscheune) | Biologische Station Lippe (Große Domänenscheune)          | Schieder Domäne 2 (ehemals Keßlerstraße 8) Karte | Teil der Domäne Schieder |           |                  | 95              |
| ehem. Schafstall                                | ehem. Schafstall                                          | Schieder Keßlerstraße 4 Karte                    | Teil der Domäne Schieder |           |                  | 96              |
| ehem. Pferdestall                               | ehem. Pferdestall                                         | Schieder Domäne 5 Karte                          | Teil der Domäne Schieder |           |                  | 97              |
| Wohnhaus                                        | Wohnhaus                                                  | Schieder Domäne 7 Karte                          | Teil der Domäne Schieder |           |                  | 98              |
| weitere Bilder                                  | Wirtschaftsteil des Gutshofes Wöbbel                      | Wöbbel Am Kirchborn 4 a Karte                    | |           |                  | 99              |
| Bruchstein-Trockenmauer                         | Bruchstein-Trockenmauer                                   | Schwalenberg Unterm Fleck Karte                  | |           |                  | 100             |
| Gebäude                                         | Gebäude                                                   | Brakelsiek Weserstraße 3 Karte                   | |           |                  | 101             |
| weitere Bilder                                  | Schlosspark Schieder                                      | Schieder Karte                                   | |           |                  | 102             |
| Gebäude                                         | Gebäude                                                   | Schwalenberg Klingenberg 14 Karte                | |           |                  | 103             |
| Gebäude                                         | Gebäude                                                   | Brakelsiek Mühlenstraße 19 Karte                 | |           |                  | 104             |
| weitere Bilder                                  | ehem. Schaumburger Fürstliche Försterei                   | Siekholz Dorfstraße 2 Karte                      | |           |                  | 105             |
| Gebäude                                         | Gebäude                                                   | Wöbbel Hauptstraße 36 Karte                      | |           |                  | 106             |
| weitere Bilder                                  | Kahlenbergturm                                            | Schieder Karte                                   | |           |                  | 107             |
| weitere Bilder                                  | Napte-Brücke                                              | Wöbbel Karte                                     | |           |                  | 108             |
| BW                                              |                                                           | Brakelsiek Mauerstraße 11 Karte                  | |           |                  | 109             |
| weitere Bilder                                  | Historische Grenzsteine                                   | Karte                                            | |           |                  | 110             |
| BW                                              | Fachwerkbau                                               | Lothe Steinheimer Straße 9 Karte                 | |           | 01.12.2021       | 111             |

## Ehemalige Baudenkmäler
| Bild    | Bezeichnung | Lage                                    | Beschreibung | Bauzeit | Eingetragen seit | Denkmal- nummer |
| ------- | ----------- | --------------------------------------- | ------------ | ------- | ---------------- | --------------- |
| Gebäude | Gebäude     | Schwalenberg Alte Torstraße 3 Karte     | Abbruch 2024 |         |                  | 55              |
| BW      | Gebäude     | Schwalenberg Brauergildestraße 19 Karte | Abbruch      |         |                  | 90              |